# مولنليكي
مولنليكي هي بلدة صغيرة تقع بالقرب من غوتنبرغ في محافظة فسترا يوتالاند،السويد.بلغ عدد سكان البلدة 15608 نسمة في عام 2010.

## الجغرافيا
تقع مولنليكي على ارتفاع 91 مترًا فوق مستوى سطح البحر  وعلى بعد حوالي 10 كم من مدينة غوتنبرغ ، ثاني أكبر مدينة في السويد.من المحتمل أن تكون المسافة القصيرة إلى غوتنبرغ أحد عوامل التوسع السريع للمدينة التي بدأت خلال القرن العشرين، عندما بدأ كثير من الناس التنقل بين مولنليك وغوتنبرغ.

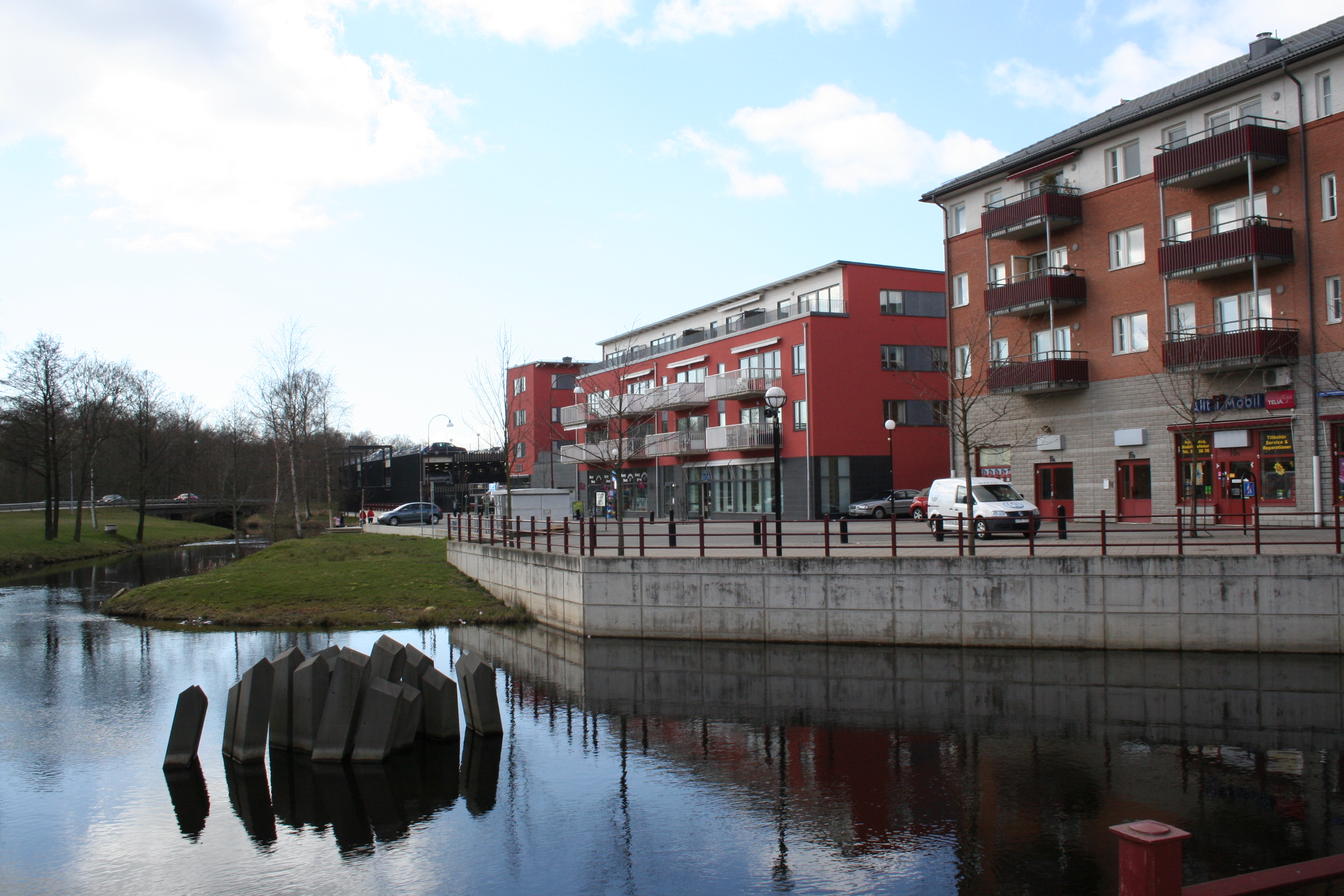
منظر لمولنليكي

## أعلام
- بيرغيتا بنغتسون